# Sancta Susanna
Sancta Susanna, op. 21, - literalment en català «Santa Susanna» - és una òpera en un acte composta per Paul Hindemith sobre un llibret en alemany d'August Stramm. Es va estrenar el 26 de març de 1922 a l'Òpera de Frankfurt dirigida per Ludwig Rottenberg.
L'any 2024, se'n va fer una adaptació lliure anomenada Sancta, que va obtenir una forta polèmica. La coreògrafa i directora artística Florentina Holzinger va versionar l'òpera a la Staatsoper de Stuttgart, amb escenes religioses descontexualitzades i de fort contingut sexual.